# هياسنته ريجو
هياسنته ريجو (بالفرنسية: Hyacinthe Rigaud)‏ (1069-1156هـ/1659-1743م) هو مصور فرنسي من أصل كطلاني، صور أشهر عظماء جيله تصويراً دقيقاً، من بينهم لويس الرابع عشر، وفيليب الخامس الإسباني. نال جائزة روما للفنون 1682.

## روابط خارجية
- هياسنته ريجو على موقع الموسوعة البريطانية (الإنجليزية)
- هياسنته ريجو على موقع ميوزك برينز (الإنجليزية)
- هياسنته ريجو على موقع ديسكوغز (الإنجليزية)
- هياسنته ريجو على موقع ديسكوغز (الإنجليزية)